# 宇文普撥
宇文普撥（？—？），宇文部首领。

## 生平
宇文普拔的哥哥宇文莫槐虐待部众百姓，元康三年（293年），宇文莫槐被部众杀死，宇文部拥立宇文普拔为首领。